# Klubi i Futbollit Butrinti Sarandë
El KS Butrinti Sarandë es un equipo de fútbol de Albania que juega en la Kategoria e Dytë, la tercera liga de fútbol más importante del país.

## Historia
Fue fundado el 25 de noviembre de 1939 en la ciudad de Sarandë con el nombre SS Butrinti; y su nombre se debe a la arqueología que existe al sur de la ciudad, cerca de la frontera con Grecia. Su nombre actual lo adoptaron el 2 de marzo de 1963.
También cuenta con una sección en natación, la cual es una de las más exitosas del país, convirtiendo al equipo de fútbol en una sección secundaria.

## Palmarés
- Segunda División de Albania: 1

2010/11
- Tercera División de Albania: 3

1961, 1963/64, 1979/80
- Copa Sporti Popullor: 1

1980